# 히라바타촌
히라바타촌(平端村)은 나라현 이코마군에 설치되었던 촌이다. 현재 야마토코리야마시의 남쪽 끝, 긴키 닛폰 철도 히라바타역 부근에 해당한다. 

## 교통

### 철도
- 오사카 전기궤도(현 긴키 닛폰 철도) 
  - 가시하라선
  - 덴리선

현재는 구촌 지역에 긴테쓰 가시하라선 패밀리코엔마에 역이 있지만, 당시에는 미개통 상태였다.

### 도로
현재는 구촌 지역에 니시메이한자동차도 야마토마호로바 스마트 나들목이 위치해 있지만, 당시에는 미개통 상태였다. 

## 참고문헌
- 角川日本地名大辞典 29 奈良県